# Hungchaoite
La hungchaoite è un minerale.